# Padborg
Padborg (Duits: Pattburg) is een plaats in de Deense regio Zuid-Denemarken, gemeente Aabenraa, met 4476 inwoners (januari 2012).
Padborg is een grensplaats, waar de Europese weg 45 en de Spoorlijn Fredericia - Flensburg de grens oversteken. Aan de andere kant van de grens ligt de Duitse stad Flensburg.
Padborg heeft een treinstation aan de spoorlijn Fredericia - Padborg en de voormalige lijn Spoorlijn Tørsbøl - Padborg. Net ten oosten van de plaats ligt Kruså-Padborg Airport.
De plaats hoort tot de parochie Bov.
- Virtual International Authority File: 234407404